# Europees kampioenschap voetbal 2008/Groep C
Groep C van het Europees kampioenschap voetbal 2008 begon op 9 juni 2008 en eindigde op 17 juni 2008. De groep bestaat uit Roemenië, Frankrijk, Nederland en Italië. Door veel Europeanen werd deze poule ook wel gezien als de zogeheten Poule des doods. Ondanks deze benaming was Nederland na de wedstrijden Nederland-Italië en Nederland-Frankrijk al zeker van de eerste plaats. Italië ging als tweede land door naar de kwartfinale. Beide landen zouden hierin worden uitgeschakeld.
| Land      | Wed | Win | Gel | Ver | DV | DT | +/− | Pnt |
| --------- | --- | --- | --- | --- | -- | -- | --- | --- |
| Nederland | 3   | 3   | 0   | 0   | 9  | 1  | +8  | 9   |
| Italië    | 3   | 1   | 1   | 1   | 3  | 4  | –1  | 4   |
| Roemenië  | 3   | 0   | 2   | 1   | 1  | 3  | –2  | 2   |
| Frankrijk | 3   | 0   | 1   | 2   | 1  | 6  | –5  | 1   |

|                                              |                  |       |           |                                                                                          |
| 9 juni 2008 «onderlinge duels» 18:00 (UTC+2) | Roemenië         | 0 – 0 | Frankrijk | Letzigrund, Zürich Toeschouwers: 30.585 Scheidsrechter: Manuel Mejuto González ( Spanje) |
| 9 juni 2008 «onderlinge duels» 18:00 (UTC+2) | Wedstrijdverslag |       |           | Letzigrund, Zürich Toeschouwers: 30.585 Scheidsrechter: Manuel Mejuto González ( Spanje) |

|                                              |                                                      |                  |        |                                                                                       |
| 9 juni 2008 «onderlinge duels» 20:45 (UTC+2) | Nederland                                            | 3 – 0            | Italië | Stade de Suisse, Bern Toeschouwers: 30.777 Scheidsrechter: Peter Fröjdfeldt ( Zweden) |
| 9 juni 2008 «onderlinge duels» 20:45 (UTC+2) | Van Nistelrooij 26' Sneijder 31' Van Bronckhorst 79' | Wedstrijdverslag |        | Stade de Suisse, Bern Toeschouwers: 30.777 Scheidsrechter: Peter Fröjdfeldt ( Zweden) |

|                                               |             |                  |          |                                                                                         |
| 13 juni 2008 «onderlinge duels» 18:00 (UTC+2) | Italië      | 1 – 1            | Roemenië | Letzigrund, Zürich Toeschouwers: 30.585 Scheidsrechter: Tom Henning Øvrebø ( Noorwegen) |
| 13 juni 2008 «onderlinge duels» 18:00 (UTC+2) | Panucci 56' | Wedstrijdverslag | 55' Mutu | Letzigrund, Zürich Toeschouwers: 30.585 Scheidsrechter: Tom Henning Øvrebø ( Noorwegen) |

|                                               |                                                   |                  |           |                                                                                        |
| 13 juni 2008 «onderlinge duels» 20:45 (UTC+2) | Nederland                                         | 4 – 1            | Frankrijk | Stade de Suisse, Bern Toeschouwers: 30.777 Scheidsrechter: Herbert Fandel ( Duitsland) |
| 13 juni 2008 «onderlinge duels» 20:45 (UTC+2) | Kuijt 9' Van Persie 59' Robben 72' Sneijder 90+2' | Wedstrijdverslag | 71' Henry | Stade de Suisse, Bern Toeschouwers: 30.777 Scheidsrechter: Herbert Fandel ( Duitsland) |

|                                               |                              |                  |          |                                                                                           |
| 17 juni 2008 «onderlinge duels» 20:45 (UTC+2) | Nederland                    | 2 – 0            | Roemenië | Stade de Suisse, Bern Toeschouwers: 30.777 Scheidsrechter: Massimo Busacca ( Zwitserland) |
| 17 juni 2008 «onderlinge duels» 20:45 (UTC+2) | Huntelaar 54' Van Persie 87' | Wedstrijdverslag |          | Stade de Suisse, Bern Toeschouwers: 30.777 Scheidsrechter: Massimo Busacca ( Zwitserland) |

|                                               |           |                  |                               |                                                                                   |
| 17 juni 2008 «onderlinge duels» 20:45 (UTC+2) | Frankrijk | 0 – 2            | Italië                        | Letzigrund, Zürich Toeschouwers: 30.585 Scheidsrechter: Ľuboš Micheľ ( Slowakije) |
| 17 juni 2008 «onderlinge duels» 20:45 (UTC+2) |           | Wedstrijdverslag | 25' (pen.) Pirlo 62' De Rossi | Letzigrund, Zürich Toeschouwers: 30.585 Scheidsrechter: Ľuboš Micheľ ( Slowakije) |

## Overzicht van wedstrijden
| Groepswedstrijden | | | |
| Groep A | Groep B | Groep C | Groep D |
| Zwitserland - Tsjechië Portugal - Turkije Tsjechië - Portugal Zwitserland - Turkije Zwitserland - Portugal Turkije - Tsjechië | Oostenrijk - Kroatië Duitsland - Polen Kroatië - Duitsland Oostenrijk - Polen Oostenrijk - Duitsland Polen - Kroatië | Roemenië - Frankrijk Nederland - Italië Italië - Roemenië Nederland - Frankrijk Nederland - Roemenië Frankrijk - Italië | Spanje - Rusland Griekenland - Zweden Zweden - Spanje Griekenland - Rusland Griekenland - Spanje Rusland - Zweden |
| Kwartfinales | | | |
| Portugal - Duitsland | Kroatië - Turkije | Nederland - Rusland | Spanje - Italië                                                                                                   |
| Halve finales | | | |
| Duitsland - Turkije | Duitsland - Turkije                                                                                                  | Rusland - Spanje | Rusland - Spanje                                                                                                  |
| Finale | | | |
| Duitsland - Spanje | | | |